# Senoculus iricolor
Senoculus iricolor is een spinnensoort uit de familie Senoculidae. De soort komt voor in Brazilië.